# Cattedrali a Guadalupa
Questa è una lista delle cattedrali a Guadalupa.

## Cattedrali cattoliche
| Cattedrale                                | Arcidiocesi o Diocesi  | Località       | Dedicazione                 | Immagine |
| ----------------------------------------- | ---------------------- | -------------- | --------------------------- | -------- |
| Cattedrale di Nostra Signora di Guadalupa | Diocesi di Basse-Terre | Basse-Terre    | Nostra Signora di Guadalupe |          |
| Cattedrale dei Santi Pietro e Paolo       | Diocesi di Basse-Terre | Pointe-à-Pitre | San Pietro e San Paolo      |          |